# 肛交

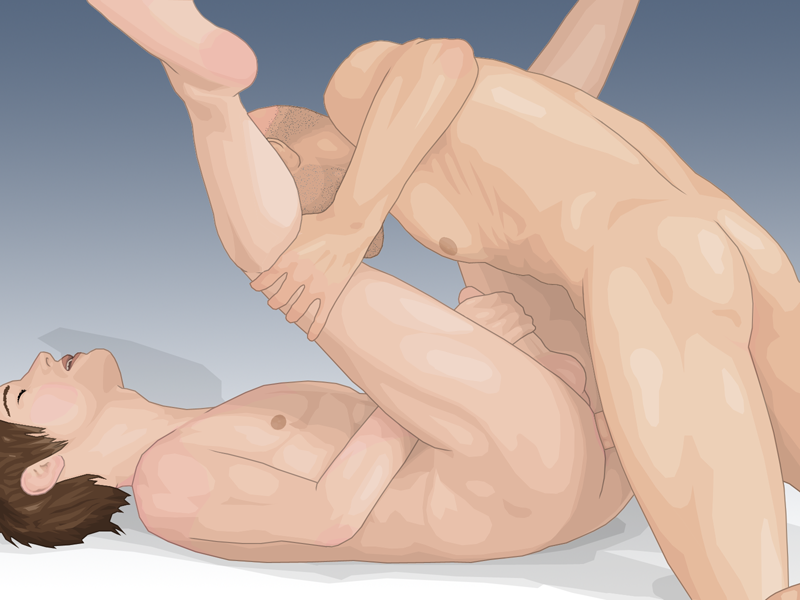
兩男子進行肛交的示意圖

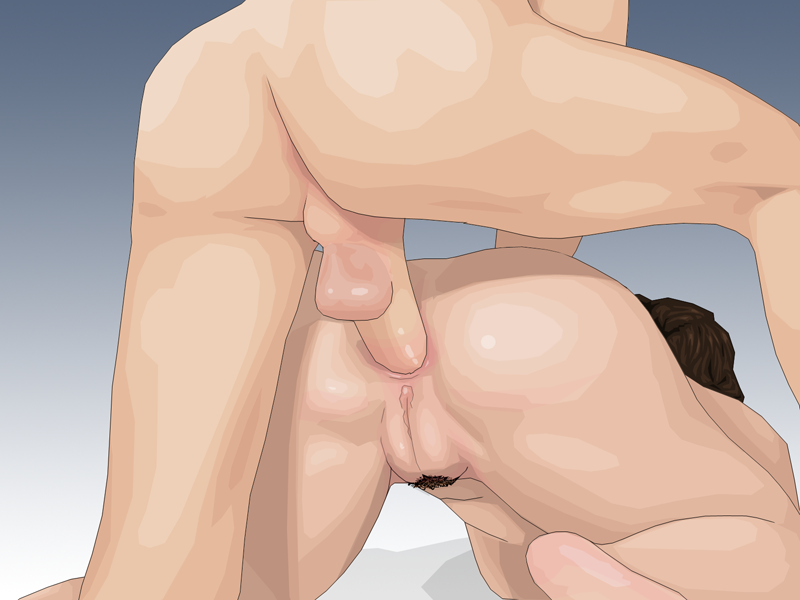
一男子和一女子進行肛交的示意圖

肛門性交（英語：Anal intercourse），简称肛交，一般是指將勃起的陰莖與人類的肛門或直腸互相接合並彼此摩擦的過程，主要目的是為了令自身獲得性快感。 其他形式的肛交包括以假阴茎、捆绑式假阴茎、手指或其他物品插入肛门，或以口、舌对肛门进行的性刺激活动。雖然肛交一詞最常用於表示陰莖－肛交，但文獻有時會以「Anal intercourse」（肛門性交）去特指陰莖－肛交；「Anal sex」（肛門性愛）則用於表示任何涉及肛門的性活動，特別是伴侣之間的，而較少用於代表肛門自慰。
雖然一般人常會將肛交跟男同性戀者劃上聯繫，但研究表明並非所有男同性戀者都會從事肛交，且它在異性伴侶當中並不罕見。女同性伴侣亦可能会進行肛交。人們可通過刺激位於肛門的神經末梢來獲取愉悦感，並能以插入肛門的方式來達至性高潮：這能間接刺激男性的前列腺、女性陰道的一處區域（其有時稱為G點）或陰蒂，以及其他感覺神經（特别是陰部神經）。然而人們也可能會在過程中感到輕微以至劇烈的痛楚；某些情況下所產生的痛楚主要是心因性的。
與大多數性活動一樣，肛交從事者亦有從中感染性傳播疾病的風險。由於肛門和直腸相對容易受損的關係，所以肛交遭認定為一種高風險的性行為。肛門和直腸組織是十分脆弱的，且不會像陰道般分泌潤滑液，因此它們相對較容易受损，特別是在不使用人体润滑剂的情況下。沒有安全套保護的肛交是最高風險的性行為，因此像世界衛生組織（WHO）般的保健机构建議應在肛交前以及過程中採取預防措施。
肛交在不同的文化及社會中是带有爭議性的，一些宗教禁令会禁止男性從事肛交，或只認可为了繁殖下一代而進行的性活動。它亦可能遭某些文化認定為禁忌或違反自然。在一些國家甚至視之為刑事犯罪，肛交者可處以體罰或死刑。與此相反，一些人認為肛交是一種自然且正当的性行為，可以像其他性活動一樣使人感到满足，並將其看成增强性滿意度的重要元素，甚至視其為他們最主要的性活動。

## 概要与原理
由於位於肛門和直腸的神經末梢相對較為密集的關係，使得不論男女，都能體會到肛交所帶來的愉悅感，控制肛門的外括约肌和內括约肌都是敏感的膜質肌，並包含許多神經末梢。這些神經末梢使得人類在肛交过程中感到愉悦或痛楚。《人类性百科》（The Human Sexuality: An Encyclopedia）指出：「與肛管的外2/3處比較，內1/3處的敏感度相對較差，但卻對壓力更為敏感......直腸是一條約8-9英寸（大約等於20.32-22.86厘米）長的彎管，且具有像肛門般的擴張力。」
研究表明，肛交的發生率遠少於其他性行為，但由於其跟「支配与臣服」以至社会禁忌有关，使得它對不同性傾向者而言，都是一種能為心理帶來刺激的性行為。肛門除了可跟阴茎接合以外，还可插入像肛門塞和拉珠般的性玩具來進行性刺激。其他形式的肛交還包括指交、舔肛、假陰莖肛交、肛門自慰，以及拳交。肛交的性体位亦有許多不同的變化。拳交是其中最少為人實踐的，部分原因在于只有少數人能把肛門放鬆至容納像拳頭般的物體。
對於男性容納方而言，伴侶的陰莖在過程中會對他的肛門及直腸壁進行磨擦，令他的前列腺（其有時稱為「男性的G點」）受到間接刺激。這有機會使当事人產生愉悦感，甚至達至高潮。刺激前列腺可以產生「更強」的性高潮，一些男性認為由此一方式引起的高潮「更瀰漫全身，更強更持久，並且比起僅由刺激陰莖引起的性高潮更為使人歡快。」男性前列腺位於直腸旁邊，且跟較不發達的女性斯基恩氏腺屬同源。雖然感覺不盡相同，但透過刺激陰莖引起的男性性高潮亦以前列腺為核心。男性容納方不能只透過肛交來達至高潮的情況仍是十分普遍。
一般統計表明，70-80％的女性都需以直接刺激陰蒂的方式來達至高潮。陰蒂並不只由位於身體表面的陰蒂頭構成。陰蒂/陰蒂頭所擁有的感覺神經末梢多達8,000條；陰蒂包圍着陰道和尿道，因此其可能跟肛門有著同樣或類似的關係。相對較敏感的阴蒂脚位於阴蒂的兩側，其會在性喚起中充血。肛交除了会刺激位於肛門和直腸內的神經末梢之外，還可能會使阴蒂脚受到間接刺激，繼使女性感到愉悅。肛門侵入会對陰蒂構成間接刺激的原因亦可能在於兩者之間的感覺神經是共享的，尤其是陰部神經，陰部神經在陰部管內會分支，先分支為內直腸神經，之後是會陰神經，最後是陰蒂背神經。
在女性解剖學上，G点是一處帶有爭議的區域，相關的爭議在醫師和研究者之間尤其激烈，但一般認為其位於陰道前壁上方，它和陰道的其他區域一同遭認為擁有與陰蒂連接的組織和神經。由於陰道腔和直腸腔之間非常接近的缘故，因此除了可透過「感覺神經共享」此一特點來獲得高潮之外，還可透過對陰蒂或G點區域進行間接刺激，來使從事肛交的女性達至高潮。能做到只由刺激肛門來達至高潮的女性十分罕見。在肛交的同時直接刺激陰蒂和/或G點可使一些女性更為享受，並以此達到高潮。
肛交所帶來的刺激感還可能受到當時流行的觀感或印象的影響，比如情色和色情作品。肛交通常會被色情作品描繪成不需要人体润滑剂即可無痛地進行的一件事情，這可能會使某些伴侣在肛交时不採取任何的潤滑和預防措施，並導致一些人誤以為如果女性是肛交過程中的容納方，則不應該感到痛苦或不舒服，而是感到非常地愉悅。與以上觀點相反，每個人的括約肌肌肉對性侵入的反應都有點不同，肛門括約肌的某些組織較容易受損，且肛門和直腸不會像陰道般分泌潤滑液。研究者們認為，就避免肛門或直腸疼痛此一層面而言，相對較為重要的措施是充分利用人体润滑剂、放鬆自己，以及多跟伴侣溝通。此外為了回應伴侣的期望，肛交過程中的容納方可能需確保肛門以及直腸的洁净程度。

## 同性之間的肛交

### 男對男

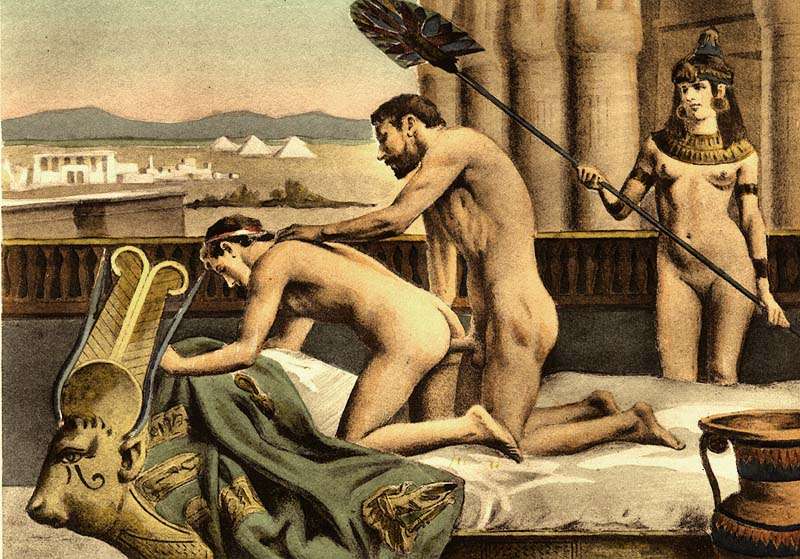
保罗·阿夫里尔画作《在埃及的哈德良与安提诺乌斯》男对男肛交

人們通常認爲肛交與同性戀有關，但是許多男男性接觸者和男同性戀者一般不會從事肛交。在男男肛交者當中，插入陰莖者可稱為「1號」（英語稱為「top」），容納者則可稱為「0號」（英語稱為「bottom」），兼具1和0的特点的可稱為「0.5號」（英語稱為「versatile」）。在日式BL漫画、小说中耽美、BL文化的专用名词“攻”（1号）、“受”（0号）更加常用，但夹带了对性別气质的描述。
喜歡肛交的男同性戀者可能視它等同於異性戀者的性交，並視之為一種自然的親密表達——利用其來取悅自身的伴侶，以及表達好感。有學者認為它對於男同性戀者的情感意義跟異性戀者的陰道性交一樣。但亦有些男男性接觸者認為，在肛交期間扮演容纳方即代表自身的男性氣質遭到質疑。
一些男男性接觸者会更願意從事陰莖摩擦或互相撫慰，因為他們認為以上兩者更加使人愉悦以及更能表達情感，能夠避免失貞（因視肛交的地位等同性交），且相比起肛交更為安全。另外也有一些主張陰莖摩擦的男男性接觸者對肛交作出批評，認為它會貶低過程中的容納方，並造成不必要的健康風險。

#### 盛行率
男同性戀者和男男性接觸者，從事肛交的盛行率數據有着不少差異。關注LGBT議題的美國雜誌《拥护者》曾於1994年就此進行了一項調查。當中發現美國6％的男同性戀者傾向於扮演侵入方，43％則傾向於扮演容納方。其他來源則指出，大約四分之三的美國男同性戀者進行過至少1次的肛交，扮演「0號」和「1號」的比例大致相同。2012年美國性健康與行為調查指出，83.3％的男同性戀者曾從事過自身扮演侵入方的肛交，曾扮演容納方的則有90％，但只有四分之一至三分之一的男同性戀者報稱在近期（30天以內）從事過肛交。
在男男性接觸者當中，口交和互相撫慰比與刺激肛門相关的性活動更為常見。魏滕（Weiten）等人指出，儘管肛交在男同性戀之中的確較為普遍，但是不論性取向，「它的盛行率都比口交和互相撫慰排得更後......將『同性戀者』等同於『男男肛交者』的想法在專業人才和医師之中亦是普遍，但據一項互聯網調查顯示（EMIS，2011），歐洲18萬的男男性接觸者當中，最常會進行的是口交，其次是互相撫慰，肛交則排在第三。」
據潘綏銘於1993年針對中國男同性戀者的調查顯示，48.5％的男同性戀的「肛門曾被他人生殖器插入」（肛交），盛行率同樣低於「口刺激他人的生殖器」（口交）以及「生殖器被觸摸」（手交），上月有過者則為23.6％。2006年的另一項大型調查則顯示，中國85％的男男性接觸者曾從事過肛交。

### 女對女

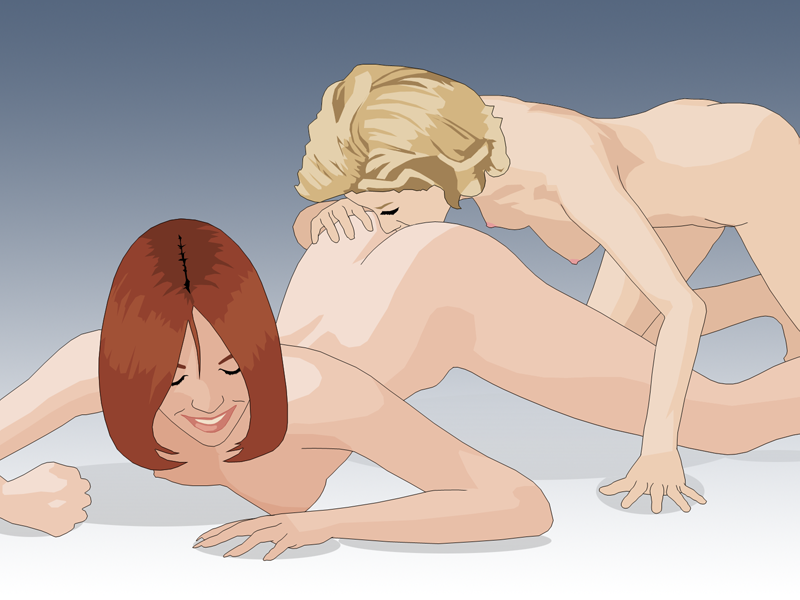
一名女性正為另一名女性舔肛（模擬）

就女同性性行為而言，肛交的形式則包括以手指、像假陰莖般的性玩具，或口舌來刺激肛門。一些女同性戀者並不喜歡肛交，且少有女同性戀者會進行舔肛。
與其他性取向人士相比之下，有關女女性接觸者實行肛交的研究相對較少。1987年，科羅拉多州的一個女同性戀社會組織對該組織的100多名成員進行了一項非科學性研究，當中問及她們過去十次性經歷中所使用的技巧。及後發現與其他年齡組相比，30多歲的女同性戀者有多一倍機會會（以手指或假陰莖）對其伴侶的肛門進行刺激。湯姆·博爾斯托夫（Tom Boellstorff）這位著者則表示，他在印度尼西亞調查同性戀者的肛交行為時，虽沒有聽說過女同性戀性行為的常規形式包括口部－肛門接觸或肛門侵入，但仍假設其是有發生過的。另一名著者菲利斯·紐曼則把肛交視為女同性性行為的一部分。2014年一項針對加拿大和美國的女同性戀伴侣的研究發現，7％的女同性戀伴侣每周至少一次地從事肛門刺激，每月的則有約10％，從來沒有的亦有70％。

## 異性之間的肛交

### 男對女

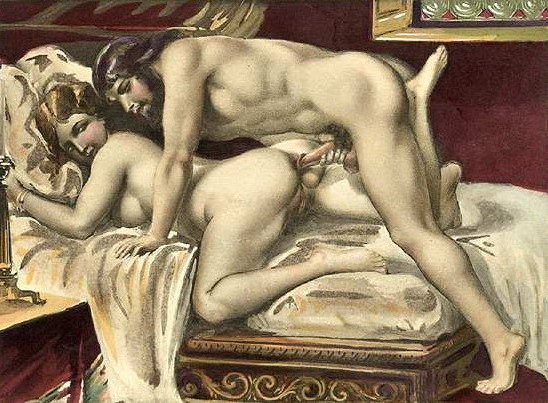
保罗·阿夫里尔画作《皮埃特罗·阿雷蒂诺》男对女肛交

肛門括約肌通常比陰道的骨盆肌肉更為绷紧，這會使得陰莖侵入肛門時所受的壓迫感大大增加，繼使男方的性快感加强。男方也可因為肛交所帶來的支配感而感到享受，「支配感」是源於肛交時女方的表現、社會禁忌，在某些情況下也可能源於認为自己擁有更多的性行為可供選擇及進行。
雖然一些女性只在取悦男性時才會進行肛交，在肛交期間更會感到痛苦和不舒服，但是亦有不少女性認為它是能為自身帶來愉悅感的一種性活動，對它的熱愛甚至高於陰道性交。與陰蒂和肛門相比之下，陰道壁所擁有的神經末梢明顯較少，因此在大多數情況下，刺激陰道所帶來的性快感遠不如直接刺激陰蒂的強烈。但刺激肛門也不一定比刺激陰道更為有效使人達至性高潮——神經的類型以及它們之間的相互作用也是「能否達至性高潮」的關鍵因素。
一篇2010年發表的臨床回顧以肛門性交（anal intercourse）去特指陰莖－肛交，肛門性愛（Anal sex）則用於表示任何涉及肛門的性活動。該回顧指出，肛門性愛罕見於一些異性性伴侣的性实践中，但「對於一定數量的異性戀者而言，肛門性愛是非常令人愉悦及興奮的，所帶給人的親密度甚至高於陰道交。」
肛門性交可以在月經期間扮演陰道性交的代替品。因肛交而懷孕的可能性也遠低於陰道性交，因為除非過程中所射出的精子以某種方式進入陰道，否則肛交本身不會導致懷孕。正因為如此，有些伴侣會將肛交視為生育控制的一種方法。
男性對女性進行的肛交常遭視為一种避免失貞的手段，因為它是非生殖性的，且不会導致处女膜破裂。只進行過肛交或其他性行為，而沒有從事過陰道性交的人經常遭異性戀者和研究人員認定为没有失貞，這情況在界定女性失貞與否時特別常見。異性戀者可能將肛交視為前戲或「不该做的事」。勞拉·卡彭特（Laura M. Carpenter）這名學者表示，這種觀點「可追溯到十六世紀末期，明確的『界線』則出現在二十世紀初，其就像婚姻手冊對愛撫的定義一樣：『雖字面上每一個已婚夫婦都知道是抚摸的意思，但不認定其為完整的性交的一部份。』」

#### 流行率
因為大多數關於肛交的研究都聚焦於男男性接觸者，因此有關異性性接觸者肛交的盛行率數據仍是只有很少。由金伯利·麥克布萊德（Kimberly R. McBride）於2010年發表的臨床回顧指出，社會規範的變異可能會影響異性肛門性交的頻率。麥克布萊德及其同事調查了1,299名美國男性樣本和1,919名美國女性樣本的肛門性愛盛行率，並將其與肛門性交相比。他們在當中發現51％的男性和43％的女性曾參與過舔肛、肛門指交或使用肛門性玩具至少一次。報告亦指出在過去12個月內有從事異性肛門性交的631名男性和856名女性當中，大多數都是已婚的，已婚者分别佔了69％和73％。該回顧及後補充道，因為「異性伴侶之間所進行的肛交和其他涉及肛門的性活動相對較少會遭到關注」，所以「將肛門視作性器官的研究是『非常罕見的』。於是結果就是我們不知道肛交與性交之間有多大程度的差異。」
根據2010年的美國性健康與行為調查（NSSHB），與其他性行為相比下，會報稱有從事過肛門性交的女性較為罕見，但18-49歲組的有伴女性有較大可能会報稱在過去90天內有從事過肛門性交至少一次。會從事肛交的女性比男性少。 相比在肛交中扮演插入方，陰道性交在男性當中比較常見。但25-49歲的男性當中有13％-15％在異性肛交中扮演插入方。
有關青年肛交盛行率的數據亦是十分有限。這可能是因為肛交在不少社會中屬於禁忌的關係，使得青年和護理人員都儘量避免對這個議題展開討論。科目評核人員和學校避免討論及教授這個議題的情況亦屬常見。一項發表於2000年的研究發現，在自稱已經有過性行為的美國大學生當中，有22.9％肛交過。而當中只有20.9％的肛交有使用安全套保護，有使用安全套保護的陰道性交則高了一倍，達42.9％。
現今異性戀者比以往更普遍地從事肛交，此現象部分可歸因於色情作品的描繪。定期觀看涉及肛門性活動的色情作品的男性更傾向於從事肛交。塞德曼（Seidman）等人認為：「更多人能夠生產和觀看色情作品的原因在於其愈趨便宜普及，但最大功勞的莫過於互動媒體的誕生。」而這種生產色情作品的方式除了會使臀部和肛門變得更為色情以外，还導致了現今男性對肛交產生極大興趣，以至對其產生一種執著。
據潘綏銘等人於2000-2010年（每5年1次調查）進行的中國公民隨機抽樣調查顯示，在調查進行前的过去12个月里，有过性生活且有從事肛門性交的异性恋者從2.8％升至8.5％，共增加5.7％ 。著者認為其仍屬中國社會最禁忌的性技巧:218-219，2015年的調查則顯示相關數字已升至13.8％。在已婚且有過婚外性行為者之中，跟別人從事過肛交的比例亦高於跟妻子或丈夫一同從事的。男性有10.2％跟別人從事過肛交，女性則有13.4％；跟妻子或丈夫一同從事肛交的則分别有9.9％和6.6％。但就结論而言，婚外性中使用的其他性技巧都不比婚内更多:311-312。

### 女對男

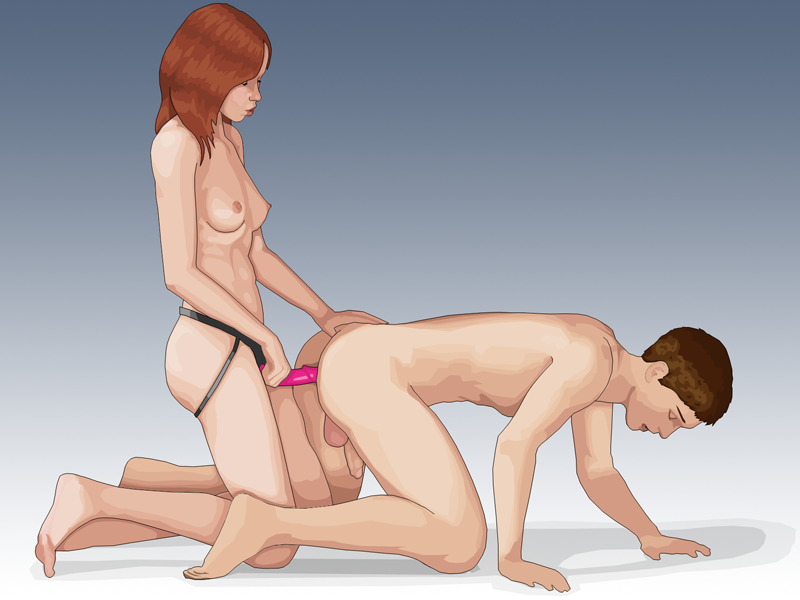
一女子使用捆绑式假阴茎对一男子进行肛交（模拟）

女性除了可用手指來刺激男性肛門的內外，還可以其來刺激會陰（男性陰囊與肛門之間）、進行前列腺按摩、以及用口來進行舔肛。亦可利用像假陰莖般的性玩具來進行刺激。女方戴着一條捆綁式假陰莖，並以此跟男方的肛門接入的行為則稱作「假陰莖肛交」（pegging）。

異性戀男性一般會抵制自身在性行為中扮演容纳方的做法，因為他們認為這種行為過於女性化，會令自己變得柔弱，甚至認為它在質疑自己的性傾向。但《英國醫學期刊》於1999年指出：
有關「多少處於異性關係中的異性戀男性希望伴侶會對其肛門進行刺激」的數據十分有限。但其實會這樣希望的男性不算少。我們所收集的數據幾乎都是跟性侵入行為有關的，而肛環表面與手指或舌頭接觸的記錄則更為少有，但仍可假定其是男性當中常見的性行為，不論其性取向。
里斯（Reece）等人於2010年指出，整體而言，在肛交中會扮演容纳方的男性並不常見，「14至94歲的男性當中估計有7％在肛交中會扮演容纳方。」

## 风险

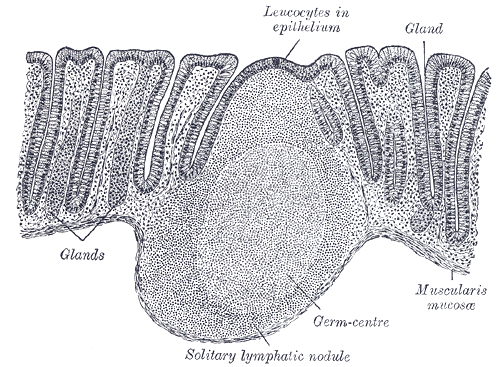
直腸的粘膜

肛门和直肠擁有大量於身體其他部分不能發現的病原體微生物，並且容易受到損害。無採取任何保護措施的陰莖－肛門侵入（簡稱無套肛交，barebacking）傳播性傳染病的風險相對較高，因為肛門括約肌是一種容易撕裂的組織，繼使病原體能從受損的部分進入體內。從事肛交的人群較有機會感染性傳播疾病的原因在於直腸周圍的白血細胞相對較多、容易發生肛裂，以及結腸能夠吸取液體。使用安全套和充分運用潤滑劑能降低肛裂的風險。採取適當的預防措施亦能降低性傳染病的傳播風險。但相比起其他性行為，安全套較容易在肛交過程中破裂或脫落，因為肛門括約肌相對較為繃緊。
若與一名HIV陽性的伴侶發生無實行任何預防措施的性行為，肛交過程的容納方相對較容易感染人類免疫缺陷病毒（與其他性行為比較之下）。其他病原體和疾病亦可在無採取任何預防措施的肛交中傳播，包括人類乳突病毒（HPV，其會增加攜帶者患上肛門癌的風險）、伤寒、阿米巴性痢疾、衣原體感染、隐孢子虫病、大腸桿菌感染、賈第蟲病、淋病、甲型肝炎、乙型肝炎、丙型肝炎、单纯疱疹、卡波西肉瘤相關性皰疹病毒（HHV-8）、花柳性淋巴肉芽腫、人型黴漿菌、生殖支原體、陰蝨、沙門氏菌感染症、痢疾桿菌、梅毒、结核病、解脲支原體。
正如其他性行為一樣，對肛交的風險欠了解的人最容易從中感染性傳播疾病。因為有觀點認為肛交不是「真正的性行為」，且不會導致失貞或懷孕，因此有些青少年及青年認為陰道性交比肛交擁有更大的风险，並誤認為性傳染病只通过陰道性交傳播。鑑於上述原因，報稱在肛交過程中有使用安全套的人往往較少，且相關人群的數量在不同地區有著明顯的差異。
儘管肛交本身不會導致女性懷孕，但若陰莖過於貼近陰道，從事肛交或其他性活動的女性仍有機會會懷孕，當中精子會在陰道口附近沿着陰道的潤滑液進入陰道。此外即使陰莖不靠近陰道，懷孕的風險仍然存在，因為沾有精液的手指或其他身體部分有可能會跟陰道接觸，使得精子從此一途徑進入陰道。
在男對女的肛門性交中，女性所面對的風險比男性高。在肛門性交的過程中傳播人類免疫缺陷病毒的風險已較陰道性交高。此外與陰道性交相比，肛門性交會更容易使女性受傷，因為肛門組織較陰道組織脆弱。再加上若一名男性在没有使用或使用同一個安全套的情況下，先後進行肛門性交和陰道性交，則有可能使原本聚居於肛門的細菌轉移至陰道或尿道，繼使相關器官受到感染。若手指和性玩具在同樣情況下先後接觸肛門和陰道，類似的後果亦有可能發生。
在肛交過程中扮演容納方的男同性戀者或男男性接觸者可能會從中感到痛楚，此一情形一般稱為「肛交疼痛」（anodyspareunia）。根據一項研究，61%的男同性戀者和男雙性戀者報稱曾在扮演肛交的容納方時感到痛楚，且這是他們性生活上最常會遇到的困難。在過程中經常感到痛楚的則有24%。另有約12％的男同性戀者表示扮演肛交的容納方会使他們感到过於劇烈的痛楚。該研究及後得出結論，肛交疼痛主要是心理因素所導致的，且比生理因素導致的常見。並推測使人在肛交過程中感到疼痛的因子包括事前潤滑不足、緊張和焦慮、缺乏刺激、以及社會对男同性戀者的拘束。已有研究指出肛交疼痛可能主要是心因性的，性伴侶之間的充分溝通則可預防之，因其能消去像「肛交一定会使人疼痛」般的固有負面觀念。
無採取任何預防措施的肛交是容納方體內產生抗精子抗體的風險因子。抗精子抗體在一些例子中會引致自體免疫性不育。抗精子抗體會對受精過程、植入過程，以及胚胎的生長和發育產生負面影響。

### 受損和癌症
肛交可能會使痔疮的情況惡化，繼而令容纳方出血；肛交亦有機會令痔瘡在肛管內形成。如果容纳方在過程中出血，則可能是組織撕裂（肛裂）或結腸穿孔所致。結腸穿孔是一種嚴重的醫療疾病，患者應立即就醫。由於直腸缺乏彈性、肛門粘膜較薄，且粘膜下方有不少較小的血管，所以肛裂和出血有很大機會是侵入式肛交所導致的，但由於出血量通常不多，因此肉眼一般難以看見有没有出血。與其他跟肛門有关的性行為相比，肛交較容易造成更嚴重的損傷，因為施行者可能會故意令肛門和直腸組織受损。肛交可能會造成的損傷則包括肛門括約肌撕裂、可致死的乙狀結腸和直腸穿孔。
不斷地進行侵入式肛交可能會使肛門括約肌鬆弛，繼使當事人出現直腸脫垂或排遺能力減弱（此一情況一般稱為大便失禁）的情況。雖然直腸脫垂的情況相對較為罕見，但其常見於男性，且目前成因仍是不明。凱格爾運動已被應用於加強肛門括約肌和整體盆底功能，並可能有助於預防或治療大便失禁。
大多數肛門癌患者曾感染人類乳突病毒，但肛交本身並不會引致肛門癌的發展：感染人類乳突病毒才是增加攜帶者患上肛門癌的風險因子。其一般经由無採取任何預防措施的肛交傳播。肛門癌是十分罕見的一種癌症，其比結腸癌或直腸癌罕見得多。美国癌症协会指出在美国受它影響的約有7060人（女性4,430人，男子2630人），當中因其而死的有約880人（女性550人，男子330人）。並指出雖然肛門癌多年來一直在上升，但真正確診肛門癌的人群主要是成年人，「確診者的平均年齡為60多歲......且當中女性比男性多。」雖然肛門癌是一種嚴重的癌症，但治療「一般非常有效」，大多數肛門癌的病例都可以治愈。美國癌症協會補充道：「不論男女，肛交容纳方患上肛門癌的風險都会增加，特別是30歲以下的人。因此男男性接觸者有較高風險患上這種癌症。」

## 不同文化對肛交的看法

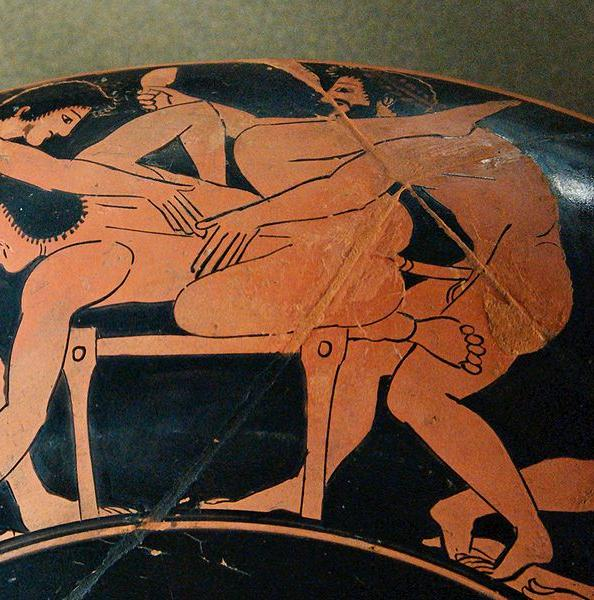
对肛交進行了描繪的基里克斯杯（成於公元前510年）

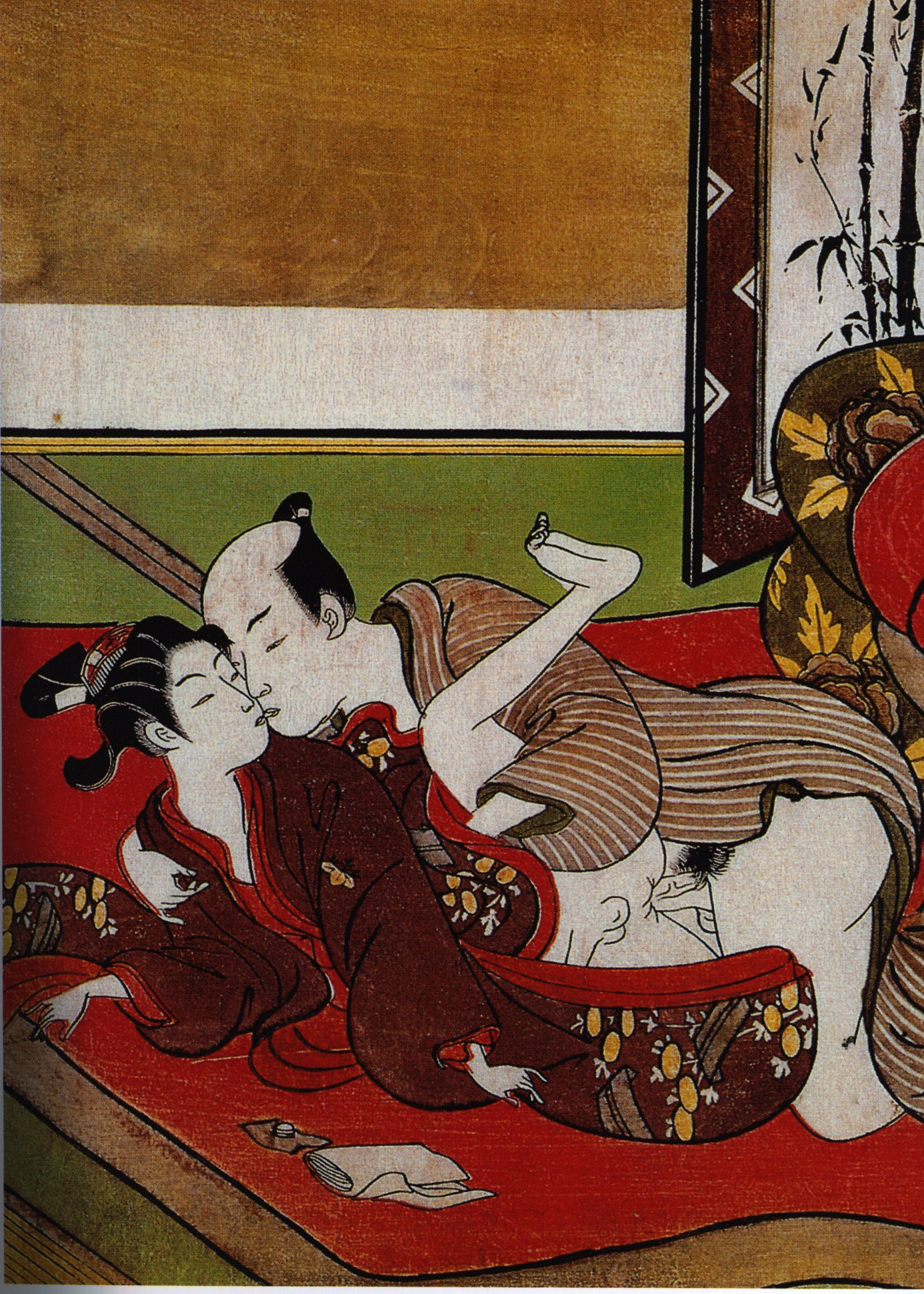
一幅由鈴木春信所繪的春畫，描繪了一對男子肛交的過程

縱觀歷史，不同文化對肛交有着不同的看法，其中一些的評價較為正面。肛交在歷史上曾受到限制或譴責，當中抵制聲浪以宗教信仰方面的最為激烈；它亦可當作「支配」的一種形式——當中擁有陽剛气質的人會以其支配擁有女性氣質的人。許多文化对男男肛交行为進行了特別記載，且對以上行為進行了較为嚴重的污名化或懲罰。在一些社會當中，如果發現人們從事肛交，那麼從事者則會被處死；處死方法包括斬首、火刑，以至肉刑。
在近代，人們對肛交的接受程度不斷提高，以至部分人視其為一種自然且使人欢愉的性表達形式。有些人只能從肛交当中獲得性滿足感，这部分可歸因於臀部和肛門在現代文化當中變得更為色欲化。但在一些地方從事肛交依然會遭到懲罰。比如伊朗刑法第109條規定：「不論所从事的是性侵入行为還是非插入式性行为，任何從事同性性行为的男性都將会受罰。」此外第110條亦規定：「任何從事肛交者，一經定罪，即会遭处以死刑；而行刑方式則交由法官自行決定。

### 古代和非西方文化
根據最早期的記錄，古苏美尔人的性態度非常寬鬆，且沒有把肛交視為禁忌。因為古蘇美爾的女祭司一般被禁止生育後代，所以她們經常從事遭視為避孕方法的肛交。此外他們還會透過不直截了当的影射去表達想從事肛交的念頭——丈夫會以「帶著你的屁股」這一句來暗示其妻子。負責唱挽歌的伊南娜女神廟祭司gala亦以其同性戀傾向聞名。蘇美爾祭司gala的標誌為其語言中「陰莖」和「肛門」的合體字。有一句蘇美爾諺語與此有關：「當gala在拭股時，我絕不能喚起對主宰我的人（即伊南娜）的那份情感。」
「希臘之愛」（Greek love）在以前是一個用於代指肛交的英語；現今英語則會用「以希臘人的方式做事」（doing it the Greek way）代指之。古希臘人認為男性之間的浪漫關係或性關係能使性生活平衡，並以此為理由接受之；他們認為這是一件「正常的事（只要一方是成年人，另一方的年齡在12至15歲之間就可以接受）」。
不過男男肛交並不是古希臘人普遍接受的行為；它是一些雅典喜劇的笑話題材。比如阿里斯托芬曾以帶有嘲諷的方式暗地裡提及這種行為：「現今大多數公民都europroktoi（擁有大屁股）了。」希臘居民以「kinaidos」、「europroktoi」和「katapygon」來代指經常從事肛交且扮演容纳方的男性。雖然教育性的男色关系是古希臘青年男子教育中不可缺少的元素，但至少在雅典和斯巴達，人們一般預計這些關係不会出現任何形式的性侵入行為。描繪成年男性和男孩之間的性交往的希臘藝術作品一般只會出现愛撫或股交的情景，且不會因當中所出現的侵犯/女性化男孩內容而遭到譴責；而对男男肛交的描繪則一般只出現同一年齡層的男性。股交並不会看成一种性侵入行為，古希臘人更会認为兩名男子一同從事的股交是一種「潔淨的」行為。一些文獻明確指出，有些古希臘人批評男男肛交為一種可恥的行為，且認为其是傲慢的一種表現。然而也有些證據顯示，只要沒有人指責處於男色关系的少年是「女性化的」，那麼他（們）確實會從事肛交並扮演容纳方。

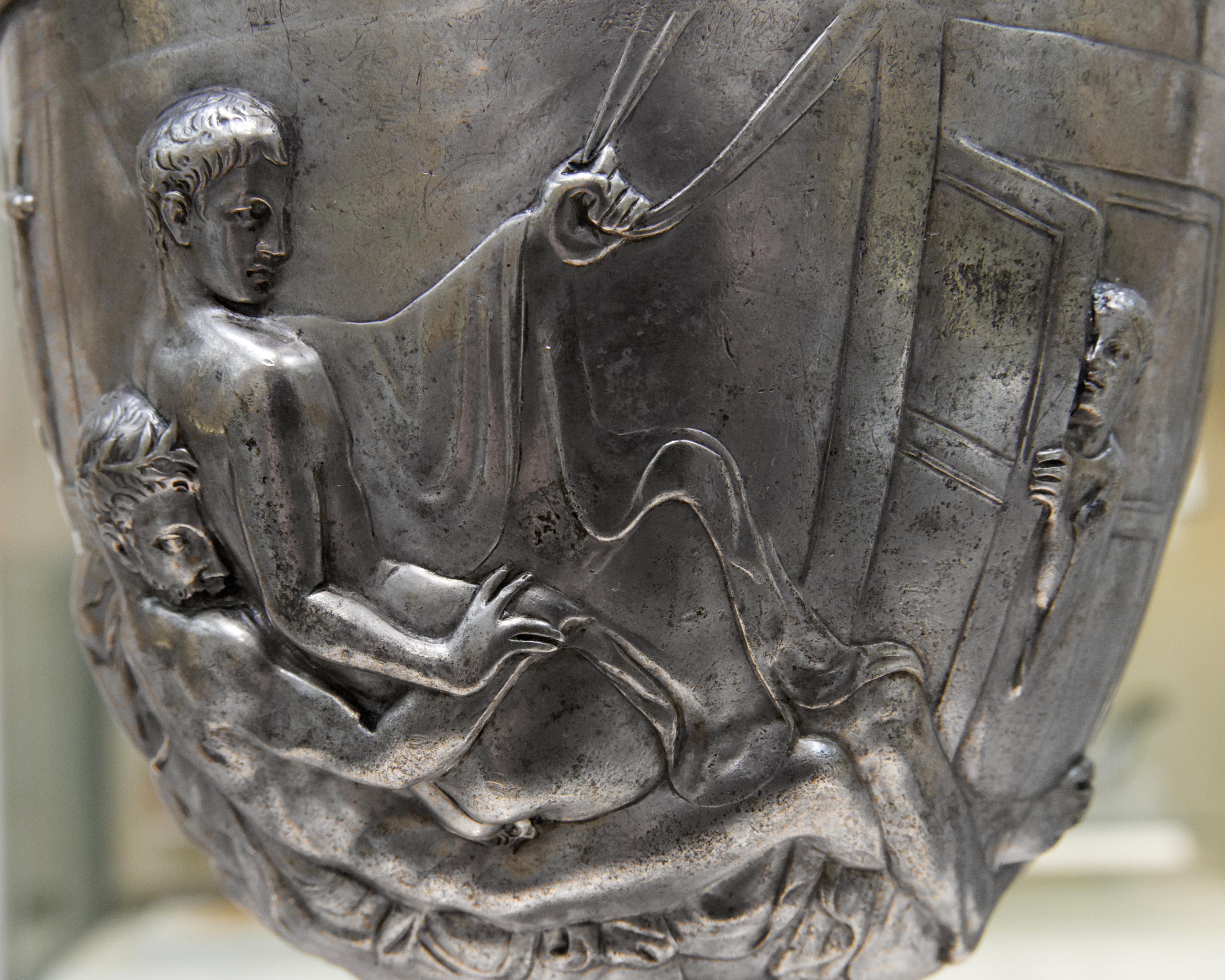
沃伦杯上的兩名羅馬男性（沃伦杯現藏於大英博物館）

肛交後來在羅馬時代的希臘詩歌当中變成了一項常見的文学传统，並且「符合條件的」青年可以從事之：「符合條件的青年」是指達到適切年齡但尚未成年的人。當時希臘社會普遍認為引誘不適齡的人從事肛交是一件非常可恥的事，與一個踏出青春期的男性有這樣的關係也同樣遭認定為「可恥的」，但是社會認為那個踏出青春期的男性的可恥程度大於跟他發生關係的那個人；據稱，希臘的妓女會为了避免懷孕而從事肛交。
一個羅馬男性公民在肛交中扮演被動角色的舉動會遭當地譴責為猥亵行為。然而，不是奴隸的男性卻經常與年輕的男奴隸一起從事肛交並扮演主動的角色——那位年輕的男奴隸則一般稱作娈童。當時羅馬社会一般接受後者，因為他們認為肛交跟陰道性交同等；扮演容纳方的男性会被說成「像個女性一樣」，但是當一個男性對一個女性肛交時，該名女性則遭認為她在扮演一名男孩。此外當時羅馬社会亦認為跟其他女性从事肛交等性行為的女性必定擁有特大的陰蒂或假陰莖，不然則無法從事之。他們還認為扮演被動角色的一般都是女性或男孩，因為他們認定「主動侵入」是成年男性公民進行性行為的唯一適當方式，並視扮演被動角色的成年男性欠缺男子氣質；奴隸因是「非公民」所以不在以上想法的考慮範圍內。雖然羅馬人經常命令自己的奴隸跟自身一同從事肛交，但是羅馬戲劇卻較常把肛交行為限制於希臘背景和人物中，這可能表示羅馬人認為肛交是一種「希臘人」的行为。

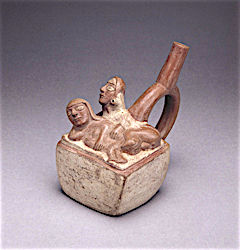
一對正在從事肛交的男女（莫切文化的陶瓷作品，现藏於拉爾科博物館）

日本於江戶時代时就已有記載（包括春畫）指出，一些男性会跟其他男性一同從事肛交。此外研究者亦找到前現代文明的男女普遍從事肛交的證據，那些證據包括由秘魯莫切人製造的马镫壶嘴和花瓶，上面繪有許多關於男-女肛交的春畫。根據一項收集了不同的马镫壶嘴的調查，马镫壶嘴當中有31%对男-女肛交進行了描绘，此一比例显著高於对其他性行为的刻畫。莫切人認為該些陶器是屬於左右反转的死後世界，因此繪畫肛交时亦需左右倒轉地繪畫之。利馬拉科博物館設有展示這種陶器的長廊。
19世紀的人類學家理查德·弗朗西斯·伯顿認為，世界上存有一個名為苏特迪克区的区域，並認為居於被劃為此一區域的人接受和普遍從事男男肛交。

### 西方文化
自中世紀以來，肛交在許多西方國家一直遭視為禁忌。當時甚有攻擊邪教運動成員的指責指他們會從事肛交。部分保持獨身的基督教神職人員則被指控涉嫌干犯「違犯自然罪」，從事肛交也在此罪的範圍之內。
「buggery」此一貶義詞起源於中世紀歐洲保加利亞的一個宗派，他們以此對異端的同性性行為進行侮辱，該異端的追隨者後來被稱為波格米勒派；波格米勒派傳播到保加利亞國外時則被改稱為「buggres」。肛交的另一個更古老同義詞是「pedicate」，源於拉丁文「pedicate。
文藝復興時期的詩人皮埃特羅·阿雷蒂諾在他的《慾望短詩》（Sonetti Lussuriosi）中提倡肛交。雖然從事同性性關係的男性一般都被懷疑進行過肛交，但是當中許多卻不會從事之。這一方面的例子有法國作家安德烈·紀德和英國演員诺埃尔·科沃德——兩位皆是從事同性性關係但又厭恶肛交的人。

## 延伸閲讀
- Bentley, Toni The Surrender: An Erotic Memoir, Regan Books, 2004.
- Brent, Bill Ultimate Guide to Anal Sex for Men, Cleis Press, 2002.
- DeCitore, David Arouse Her Anal Ecstasy (2008) ISBN 978-0-615-39914-0
- Hite, Shere The Hite Report on Male Sexuality
- Houser, Ward Anal Sex, Encyclopedia of Homosexuality Dynes, Wayne R. (ed.), Garland Publishing, 1990. pp. 48–50.
- Manning, Lee The Illustrated Book Of Anal Sex, Erotic Print Society, 2003. ISBN 978-1-898998-59-4
- Morin, Jack Anal Pleasure & Health: A Guide for Men and Women, Down There Press, 1998. ISBN 978-0-940208-20-9
- Sanderson, Terry The Gay Man's Kama Sutra, Thomas Dunne Books, 2004.
- Strong, Bill with Lori E. Gammon Anal Sex for Couples: A Guaranteed Guide for Painless Pleasure Triad Press, Inc.; First edition, 2006. ISBN 978-0-9650716-2-8
- Tristan Taormino The Ultimate Guide to Anal Sex for Women, Cleis Press, 1997, 2006. ISBN 978-1-57344-028-8
- Underwood, Steven G. Gay Men and Anal Eroticism: Tops, Bottoms, and Versatiles, Harrington Park Press, 2003
- Webb, Charlotte Masterclass: Anal Sex, Erotic Print Society, 2007.